# Georges Grün
Georges Grün (Schaarbeek, 25 januari 1962) is een voormalig Belgisch voetballer. Hij speelde vooral als verdediger.

## Clubcarrière
Grün begon zijn actieve loopbaan bij RSC Anderlecht waarmee hij tussen 1983 en 1990 3 titels won. In 1990 vertrok hij naar AC Parma, waarmee hij in 1993 de Europese Beker voor Bekerwinnaars won op Wembley tegen RFC Antwerp en waar hij vier seizoenen zou spelen. Met Parma werd hij achtereenvolgens zesde, zevende, derde en vijfde voordat hij aan het einde van het seizoen 1993-1994 terug naar Anderlecht vertrok. Bovendien won hij in 1992 de Coppa Italia. Na zijn terugkeer won hij nog een titel met RSC Anderlecht in 1995. Later voetbalde Grün nog voor AC Reggiana.Zijn broer Serge speelde o.a. bij KSV Oudenaarde en KAA Gent.

## Interlandcarrière
Tussen 1984 en 1995 speelde Grün 77 wedstrijden voor het Belgisch elftal, waarin hij zesmaal scoorde. Een van die doelpunten was de goal zes minuten voor tijd in de WK kwalificatiewedstrijd, op 20 november 1985, tegen Nederland in de Rotterdamse Kuip. Grün was net na de aftrap in de tweede helft ingevallen om de bij de rust ingevallen boomlange debuterende spits John van Loen, de vrees voor België, uit de wedstrijd te houden. Grün won elk kopduel en hield Van Loen uit de match. Op het einde van de wedstrijd ging Grün mee in de aanval, en bij een voorzet van Gerets slaagde hij erin, in een duel met Van Loen nota bene, de bal voorbij de sterk keepende Hans van Breukelen te koppen.
België verloor die wedstrijd met 2-1, maar door de goal van Grün wisten de Rode Duivels zich te plaatsen voor het WK, ten koste van Oranje. De heenwedstrijd was namelijk met 1-0 gewonnen. Tot aan dat doelpunt van Grün zongen de Hollandse supporters 'Wij gaan naar Mexico!'. De 2-1 van Grün werd verkozen tot belangrijkste doelpunt ooit van de Rode Duivels. Het commentaar van Rik De Saedeleer geeft het doelpunt iets extra's.
Grün was er al bij op het Europees Kampioenschap in 1984 en speelde later op drie Wereldkampioenschappen. Hij was, na het afscheid van Jan Ceulemans, vijf jaar lang aanvoerder van de nationale ploeg. Tijdens het WK 1994 in de Verenigde Staten scoorde hij de 1-1 tegen Duitsland in een uiteindelijk met 3-2 verloren wedstrijd. Grün maakte zijn debuut voor de nationale ploeg op 13 juni 1984 in de openingswedstrijd van België op het EK voetbal 1984 tegen Joegoslavië (2-0). Hij nam in dat duel vlak voor rust de 2-0 voor zijn rekening, nadat Erwin Vandenbergh de Belgen al op 1-0 had gezet.
| Interlanddoelpunten | Interlanddoelpunten | Interlanddoelpunten | Interlanddoelpunten  | Interlanddoelpunten | Interlanddoelpunten | Interlanddoelpunten | Interlanddoelpunten |
| #                   | Datum               | Locatie             | Wedstrijd            | Goal(s)             | Score               | Uitslag             | Wedstrijd           |
| ------------------- | ------------------- | ------------------- | -------------------- | ------------------- | ------------------- | ------------------- | ------------------- |
| 1                   | 13/06/1984          | Lens                | Joegoslavië – België | 45+1'               | 0 – 2               | 0 – 2               | EK-eindronde        |
| 2                   | 20/11/1985          | Rotterdam           | Nederland – België   | 84'                 | 2 – 1               | 2 – 1               | WK-kwalificatie     |
| 3                   | 19/01/1988          | Tel Aviv            | Israël – België      | 47'                 | 0 – 3               | 2 – 3               | Vriendschappelijk   |
| 4                   | 02/07/1994          | Chicago             | Duitsland – België   | 7'                  | 1 – 1               | 3 – 2               | WK-eindronde        |
| 5                   | 07/06/1995          | Skopje              | Macedonië – België   | 15'                 | 0 – 1               | 0 – 5               | EK-kwalificatie     |
| 6                   | 06/09/1995          | Brussel             | België – Denemarken  | 25'                 | 1 – 2               | 1 – 3               | EK-kwalificatie     |

## Erelijst
RSC Anderlecht
- Belgische eerste klasse: 1984–85, 1985–86, 1986–87
- Beker van België: 1987–88, 1988–89
- Belgische Supercup: 1985, 1987
- UEFA Cup: 1982–83

 AC Parma
- Coppa Italia

1992
- Europacup II

1993
1 Pfaff ·
2 Grün ·
3 Lambrichts ·
4 Clijsters ·
5 De Wolf ·
6 Vercauteren ·
7 Vandereycken ·
8 Claesen ·
9 Vandenbergh ·
10 Coeck ·
11 Ceulemans  ·
12 Munaron ·
13 Baecke ·
14 De Greef ·
15 Verheyen ·
16 Scifo ·
17 Voordeckers ·
18 Czerniatynski ·
19 Mommens ·
20 De Coninck ·
Coach: Thys
1 Pfaff ·
2 Gerets ·
3 F. Van der Elst ·
4 De Wolf ·
5 Renquin ·
6 Vercauteren ·
7 Vandereycken ·
8 Scifo ·
9 Vandenbergh ·
10 Desmet ·
11 Ceulemans  ·
12 Munaron ·
13 Grün ·
14 Clijsters ·
15 L. Van Der Elst ·
16 Claesen ·
17 Mommens ·
18 Veyt ·
19 Broos ·
20 Bodart ·
21 Demol ·
22 Vervoort ·
Coach: Thys
1 Preud'homme ·
2 Gerets ·
3 Albert ·
4 Clijsters ·
5 Versavel ·
6 Emmers ·
7 Demol ·
8 Van der Elst ·
9 Degryse ·
10 Scifo ·
11 Ceulemans  ·
12 Bodart ·
13 Grün ·
14 Claesen ·
15 De Sart ·
16 De Wolf ·
17 Plovie ·
18 Staelens ·
19 Van Der Linden ·
20 De Wilde ·
21 Wilmots ·
22 Vervoort ·
Coach: Thys
1 Preud'homme ·
2 Medved ·
3 Borkelmans ·
4 Albert ·
5 Smidts ·
6 Staelens ·
7 Van der Elst ·
8 Nilis ·
9 Degryse ·
10 Scifo ·
11 Czerniatynski ·
12 De Wilde ·
13 Grün  ·
14 De Wolf ·
15 Emmers ·
16 Boffin ·
17 Weber ·
18 Wilmots ·
19 Van Meir ·
20 Verlinden ·
21 Van der Heyden ·
22 Renier ·
Coach: Van Himst